# マナセ・ハビリ
マナセ・ハビリ（Manase Havili、2001年4月7日 - ）は、ジャパンラグビーリーグワン三重ホンダヒートに所属するラグビー選手。

## プロフィール
- トンガ出身[1]。
- ポジションはセンター(CTB)。
- 身長 175 cm、体重 95 kg

## 略歴
2020年、高知中央高校卒業後、天理大学に入る。なお高知中央高校時代、高校日本代表候補に選ばれたことがある。
2024年、天理大学卒業後、三重ホンダヒートに加入。